# Chalcides ocellatus
Chalcides ocellatus é uma espécie de lagarto da família Scincidae que habita o sul da Europa e o norte da África. Possui corpo cilíndrico, alongado, que vai de 15 a 30 centímetros de comprimento, e patas curtas. Alimenta-se principalmente de insetos e é ovovivíparo.